# 西藏藏毯大厦
西藏藏毯大厦是中国西藏自治区拉萨市的一座建筑，位于拉萨市江苏路31号。

## 简介
该大厦由西藏拉萨地毯有限责任公司投资兴建，该公司前身为成立于1953年的“拉萨地毯厂”，其主要业务为藏毯生产。西藏藏毯大厦集藏毯展示中心、藏毯销售中心、藏毯培训中心、藏毯研发中心、藏毯协会活动中心、藏毯博物馆于一身。